# Орбітсвіль
«Орбітсвіль» (англ. Orbitsville) — науково-фантастичний роман британського письменника Боба Шоу, вперше надрукований 1975 року. Раніше роман з’являвся трьома частинами на сторінках «Гелексі сайнс фікшн» у червні, липні та серпні 1974 року. Після публікації окремою книгою отримав премію Британської наукової фантастики за найкращий роман у 1976 році.
Роман описує відкриття та дослідження величезної, штучно створеної сферичної оболонки, яка огортає цілу зірку і всередині якої придатна для життя плнета (див. Сфера Дайсона), а також її значення як середовища проживання для людства.
Шоу написав два продовження: «Виліт з Орбітсвілля» (ISBN 0-671-69831-1), опубліковане в 1983 році, і «Вирок Орбітсвілля», опубліковане в 1990 році.

## Сюжет
Людство відкрило швидкі космічні надсвітлові польоти, і дослідило ближче міжзоряне середовище Землі, але за 100 років виявило лише одну планету, придатну для життя. Обома світами де-факто керує величезна корпорація «Зоряний політ» та її президент Елізабет Ліндстрем, оскільки всі космічні кораблі знаходяться у їх власності.
Капітан одного з цих кораблів, Венс Гарамонд, став свідком смерті сина Ліндстрем, при цьому до його загибелі він був непричетним, але побоювався, що вона звинуватитиме його в інциденті, і що це означатиме смерть для нього та його родини через відому мстивість Ліндстрем. Разом із дружиною Еліс та сином йому вдається втекти в космос на борту свого експедиційного корабля Біссендорф. Однак у нього не так багато варіантів, оскільки корабель перевозить провізію лише на рік, а Терранова, єдина на сьогоднішній день відома для життя планета, контролюється корпорацією «Зоряний політ».
Гарамонд вирішує перевірити античну теорію як останню надію. Записи давно втраченої цивілізації про зірку, яка більше не вказана на сучасних картах, приводять його до припущення, що зірка була штучно прихована. втікачі прибувають на місце, де, на власний подив, знаходять гігантську, штучно створену сферу, яка повністю оточує зірку, яку вони шукають, і таким чином штучний об'єкт робить її невидимою. Він складається з невідомого, незнищенного матеріалу. Сфера порожниста, а її величезна площа всередині придатна для проживання. вони знаходять лише один вхід, біля якого є декілька тисяч стародавніх уламків космічних кораблів. Сфера пропонує середовище проживання приблизно в 625 мільйонів разів більше, ніж придатна для життя поверхня землі. Внутрішня поверхня вкрита родючим ґрунтом і рослинністю, є гори та річки. Напівсферичне сонце в центрі знаходиться в обертанні, що створює зміну дня й ночі. Також втікачі знаходять стародавні руїни.
Екіпаж «Біссендорфа» досліджував як зовнішній вигляд сферичної оболонки, так й околиці входу. З невідомих причин радіозв’язок всередині відсутній. Нарешті, Біссендорф сповіщає Землю, після чого Ліндстрем досягає сфери з невеликим флотом і заволодіває об'єктом для «Зоряного польоту». На полегшення Гарамонда, відкриття вченого, зробило його достатньо відомим вдома, щоб Ліндстрем змогла йому зашкодити. Але навіть якщо вона, вочевидь, пробачила його, вона все одно ненавидить Гарамонда за смерть сина.
Поблизу входу в сферу швидко будується невелике містечко Бридж Сіті. На невеликій відстані можна виявити досить примітивну цивілізацію дивних істот. Вони тупі й обережно реагують на людей, які називають їх клоунами. Незабаром люди нападають на клоунів, до яких посилюється негативний настрій у ЗМІ, контрольовані «Зоряним польотом». Гарамонд критично ставиться до планів Ліндстрема, яка бажає перевезти сюди лише невелику кількість поселенців за високу оплату. Гарамонд, з іншого боку, зробив би величезну сферу вільно доступною для всього людства як життєвий простір.
Невдовзі після цього космічний корабель Біссендорф піддається диверсії. Гарамонд та його екіпаж втрачають контроль, прориваються через вхід у внутрішню частину сфери й катастрофічно приземляються на відстані понад 15 мільйонів кілометрів від входу. Гарамонд та інші вирушили назад до входу на корабель, виготовленому з матеріалів уламків; час у дорозі оцінюється в три-чотири роки. З плином часу подорож стає все одноманітнішою, мандрівники помітно притупляються перед повторюваними враженнями від величезного світу. Гарамонд поволі звикає до думки, що жінку та його сина, швидше за все, убила Ліндстрем.
Після майже року монотонного польоту Гарамонт та його супутники нарешті знаходять ще один вхід, який давно закритий невідомими людьми. Він зв’язався з Бридж Сіті по радіо, і його підбирає транспортне судно. Він також дізнається, що його родина ще жива. Але Ліндстрем також отримав радіоповідомлення і також поспішає назад до Бридж Сіті. Опинившись там, Гарамонд зустрічають як героя. Йому вдається знайти свою сім’ю вчасно та звільнити її від насильства Ліндстрем, перш ніж з помсти вона встигне вбити його сина.
Ліндстрем згодом помирає. Новий уряд вирішує скасувати штучні обмеження Ліндстрема щодо поселенців із Землі, і великі натовпи людей будують поселені навколо численних інших виявлених входів. Але, як і передбачав Гарамонд, величезна сфера веде до кінця еволюції людини. Люди займаються сільським господарством і прагнуть побудувати там своє маленьке життя. Однак поступово, за відсутності відмінностей між різними колоніями, люди втрачають інтерес до подорожей між різними далекими місцями. Космічні подорожі та подальше дослідження Всесвіту нарешті повністю зупиняються, і сфера, імовірно, стане останнім спочинком людства.

## Відгуки
У 1976 році роман отримав від Британської асоціації наукової фантастики премію Премія Британської науково-фантастичної асоціації за найкращий роман 1975 року. «Орбітсвіль» також був номінований на Меморіальну премію Джона В. Кемпбелла.